# Rudnyky (Stryj)
Rudnyky (ukrainisch Рудники; russisch Рудники Rudniki, polnisch Rudniki) ist ein Dorf in der ukrainischen Oblast Lwiw mit etwa 3200 Einwohnern (2001).

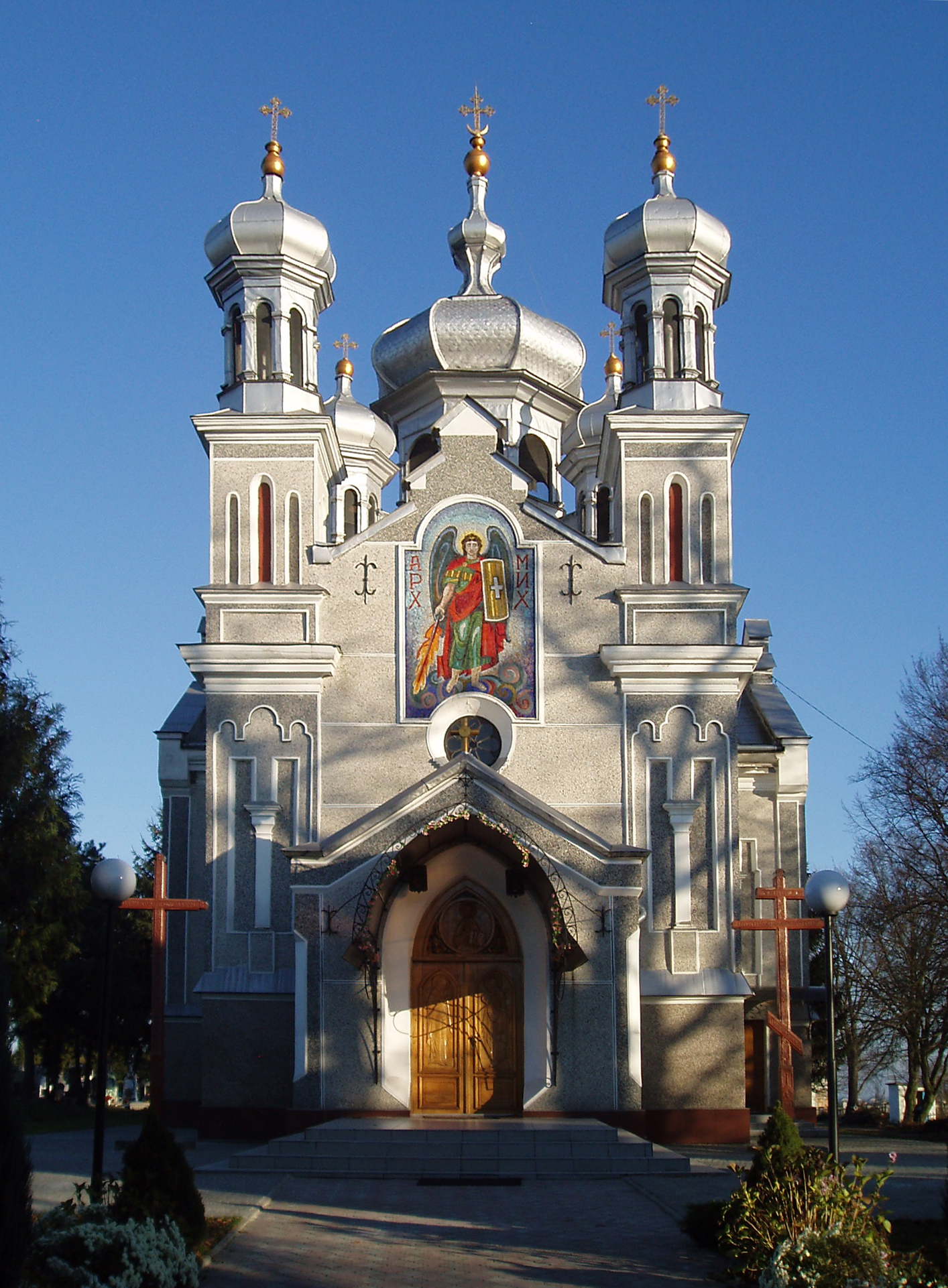
Kirche im Dorf

Rudnyky ist Teil der Stadtgemeinde Mykolajiw im Rajon Stryj und war bis 2020 die einzige Ortschaft der gleichnamigen, 39,54 km² großen Landratsgemeinde im Süden des ehemaligen Rajon Mykolajiw.
In der im 17. Jahrhundert in der historischen Landschaft Galizien gegründeten Siedlung wurde in früheren Zeiten Eisenerz abgebaut und Eisen verhüttet, was dem Dorf seinen Namen gab.
Das Dorf liegt an der Territorialstraße T–14–02 14 km südwestlich vom ehemaligen Rajonzentrum Mykolajiw und 50 km südlich vom Oblastzentrum Lwiw.
Die Grenze des Dorfes im Westen ist die Kolodnyzja (Колодниця), ein 69 km langer Nebenfluss des Dnister, und östlich der Ortschaft verläuft die Fernstraße M 06 / E 471. Im Norden Rudnykys liegen Fischteiche.

## Persönlichkeiten
- Lawrentija Harasymiw (1911–1952), seliggesprochene Nonne der Ukrainisch griechisch-katholischen Kirche